# Septimanija
Septimanija (latinsko Septimania, francosko Septimanie, francoska izgovorjava: [sɛptimani], okcitansko Septimània, okcitanska izgovorjava: [septiˈmanjɔ], katalonsko Septimània, katalonska izgovorjava: [səptiˈmaniə]) je bila zgodovinska pokrajina na zahodu rimske province Narbonske Galije. Njeno ozemlje je proti severozahodu segalo do polovice poti med Sredozemskim morjem in reko Garono, na vzhodu do Garone, ki jo je ločevala od Provanse, in na jugu do Pirenejev.

## Zgodovina
Ob zatonu Rimskega cesarstva je leta 462 priznala oblast vizigotskega kralja Teodorika II. in bila priključena k Vizigotskemu kraljestvu. V vizigotskem obdobju se je imenovala preprosto Galija ali Narbonija. Njeno ozemlje je približno sovpadalo s sodobno francosko regijjo Languedoc-Roussillon. V 8. stoletju je nekaj časa pripadala Kordovskemu emiratu, potem pa so jo osvojili Franki. Pod njihovo oblastjo se je do konca 9. stoletja imenovala Gotija ali Gotska marka (Marca Gothica).
V Karolinškem cesarstvu in nato do 13. stoletja v Zahodnofrankovskem kraljestvu je bila Septimanija obmejna pokrajina (marka), četudi je bila kulturno in politično ločena od severne Francije in centralne kraljeve vlade. Regija je bila pod vpilvom Toulousa, Provanse in Katalonije in je kulturno in jezikovno spadala v regijo Oksitanijo. Septimanija je pod popolno oblast francoskih kraljev prišla po albižanski križarski vojni (1209−1229). Po vojni so ji vladali francoski guvernerji. Proti koncu 13. stoletja se je preimenovala v Languedoc in njena zgodovina je postala tesno povezana z zgodovino Francije.

## Ime
Ime Septimanija izhaja morda iz dela rimskega imena mesta Béziers, ki se je imenovalo Colonia Julia Septimanorum Beaterrae in  namiguje na naselitev vojnih veteranov VII. legije Claudia. Druga možna razlaga imena je sklicevanje na sedem mest (civitates) na njenem ozemlju: Béziers (Bésiers), Elne (Elna), Agde, Narbonne (Narbona), Lodève (Lodeva), Maguelonne (Vilanòva de Magalona) in Nimes.